# Avezzano Calcio 1990-1991
Questa voce raccoglie le informazioni riguardanti l'Avezzano Calcio nelle competizioni ufficiali della stagione 1990-1991.

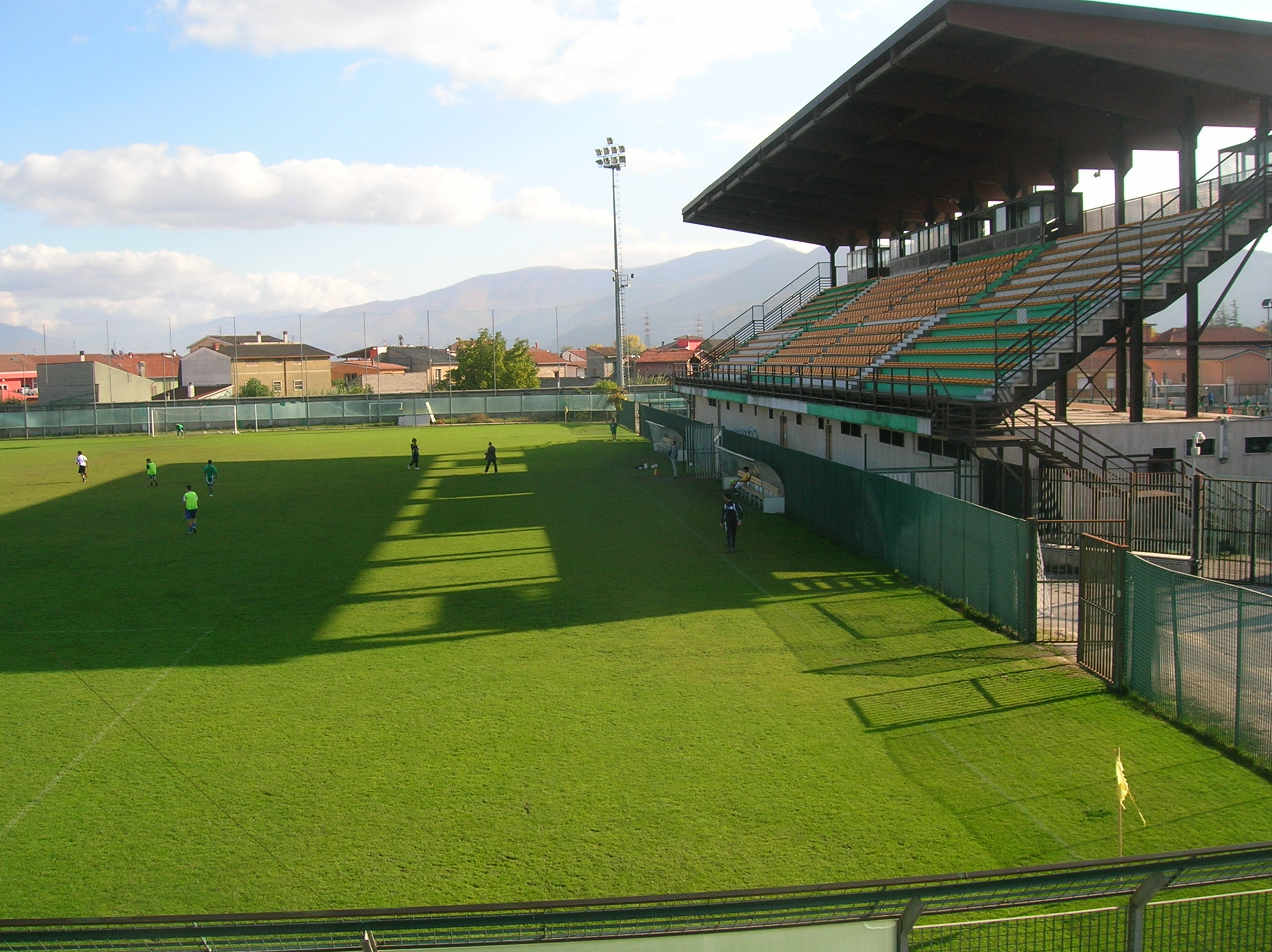
Stadio dei Marsi di Avezzano

## Organigramma societario
Area direttiva
- Presidenti: Mauro Gentile e Marcello Bove.

Area organizzativa
- Segretario: Giancarlo Cerone.

Area tecnica
- Allenatore: Pino Petrelli
- Vice allenatore: Pietro Scognamiglio
- Medico sociale: Francesco Giffi
- Massaggiatore: Domenico Vicini

## Rosa

### Rosa 1990-1991
Rosa dell'Avezzano calcio 1990-1991.
| N. |                   | Ruolo | Calciatore              |
| -- | ----------------- | ----- | ----------------------- |
|    | Italia (bandiera) | P     | Massimiliano Ghersevich |
|    | Italia (bandiera) | P     | Cari                    |
|    | Italia (bandiera) | D     | Antonio Delucca         |
|    | Italia (bandiera) | D     | Mariani                 |
|    | Italia (bandiera) | D     | Ottavio Marcone         |
|    | Italia (bandiera) | C     | Mirko Barbetta          |
|    | Italia (bandiera) | C     | Giulio Crocari          |
|    | Italia (bandiera) | C     | Enrico Maniero          |
|    | Italia (bandiera) | C     | Maurizio Mattoni        |
|    | Italia (bandiera) | C     | Giampaolo Pellegrini    |

| N. |                   | Ruolo | Calciatore              |
| -- | ----------------- | ----- | ----------------------- |
|    | Italia (bandiera) | C     | Massimiliano Piacenti   |
|    | Italia (bandiera) | C     | Arnaldo De Cresce       |
|    | Italia (bandiera) | C     | Tucci                   |
|    | Italia (bandiera) | A     | Orazio Di Loreto        |
|    | Italia (bandiera) | A     | Stefano Nicoletti       |
|    | Italia (bandiera) | A     | Stefano Cardillo        |
|    | Italia (bandiera) | A     | Giancarlo Caretta       |
|    | Italia (bandiera) | A     | Antonio Piconi          |
|    | Italia (bandiera) | A     | Conte                   |
|    | Italia (bandiera) | A     | Neivaldo Mozetti (Pita) |

## Stagione
L'Avezzano del nuovo allenatore, l'ex portiere romanista e veronese Pino Petrelli, infila una serie impressionante di successi ponendosi subito alla testa della graduatoria del girone G. Al termine del torneo i biancoverdi saranno primi precedendo di undici punti la Fermana e di dodici L'Aquila (c'erano i due punti a vittoria). 
La squadra fu ammessa allo spareggio promozione, previsto in quella stagione per limitare il numero delle promozioni nel torneo professionistico di Serie C2. Dallo spareggio i biancoverdi usciranno vincitori, battendo in un doppio confronto, la formazione toscana della Colligiana vincitrice del girone F, conquistando così la promozione in serie C2 (2-0 allo stadio dei Marsi, con doppietta di Cardillo, e 1-1 al Gino Manni di Colle di Val d'Elsa con il pareggio a tempo quasi scaduto di Pellegrini).

## Coppa Italia Dilettanti
L'Avezzano fece un ottimo percorso anche in Coppa Italia Dilettanti superando, nel primo turno a gironi, Rieti, Tivoli, Luco dei Marsi e lo Spes Montesacro di Roma, nel secondo turno in un triangolare il Sora e l'Almas Roma. Quindi in sequenza i biancoverdi eliminarono il Cerignola, il Gualdo, la formazione romana del Casalotti e il Benevento, prima di essere sconfitti in finale ai calci di rigore dal Savona.
La finale prevedeva il doppio confronto, andata e ritorno, fra abruzzesi e liguri. La prima gara, terminata sullo 0-0 si disputò allo stadio Bacigalupo di Savona.
Il match di ritorno, mercoledì 12 giugno 1991 nella Marsica: l'Avezzano fallì un penalty nel finale prima dei calci di rigore. Il Savona vinse con il risultato finale di 6-5 dopo i tiri dagli undici metri.